# Orientation
Orientation je druhé extended play finské power metalové kapely Sonata Arctica, které vyšlo 22. srpna 2001 přes vydavatelství Spinefarm Records.

## Seznam skladeb
1. Black Sheep
2. Mary-Lou (akustická version)
3. The Wind Beneath My Wings (Bette Midler cover)
4. Die With Your Boots On (Iron Maiden cover)

## Obsazení
- Tony Kakko – zpěv
- Jani Liimatainen – kytara
- Mikko Härkin – klávesy
- Marko Paasikoski – baskytara
- Tommy Portimo – bicí